# محمد متولي كناريا

محمد متولي كناريا (مواليد 25 يناير 1999) هو لاعب كرة قدم مصري يلعب في مركز خط الوسط في نادي سموحة.

## بدايته
بدأ كناريا مشواره الكروي في نادي المقاولون ثم أنتقل لنادي سموحة مقابل 5 مليون جنيه مصري لتتم إعارته لنادي مصر المقاصة لمدة موسم ثم عاد مرة أخرى لنادي سموحة.